# Afrodita II (escultura)
L'escultura urbana coneguda pel nom Afrodita II, ubicada a la plaça de la Paz, a la ciutat d'Oviedo, Principat d'Astúries, Espanya, és una de les més d'un centenar que adornen els carrers de l'esmentada ciutat espanyola.
El paisatge urbà d'aquesta ciutat, es veu adornat per obres escultòriques, generalment monuments commemoratius dedicats a personatges d'especial rellevància en un primer moment, i més purament artístiques des de finals del segle xx.
L'escultura, feta de bronze, és obra de Esperanza D'Ors, i està datada 1996.
Segons opinió dels diversos autors, es tracta d'una escultura amb una forta càrrega eròtica i sensual, amb què es pretén, en opinió d'Adolfo Casaprima, "oferir un homenatge al nu femení".
D'altra banda, la mateixa autora ha descrit la sèrie d'escultures realitzades sota la influència del mite d'Afrodita com a reflex del seu pensament sobre la mar Mediterrània.